# Зелена игуана
Зелените игуани (Iguana iguana) са вид едри влечуги от семейство Игуанови (Iguanidae). Разпространени в тропическите области на Централна и Южна Америка, те живеят по дърветата и се хранят с растителна храна. Обикновено достигат дължина 1,5 m, включително опашката, и маса 9 kg, като са известни и екземпляри с дължина над 2 m.